# Rhinolophus schnitzleri
Rhinolophus schnitzleri — вид рукокрилих родини Підковикові (Rhinolophidae).
Таксон запропоновано згрупувати з Rhinolophus rex.

## Етимологія
Rhinolophus schnitzleri названий на честь професора Ханса-Ульріха Шніцлера (Hans-Ulrich Schnitzler) університету Тюбінгена, Німеччина, на знак визнання його видатного внеску у вивчення кажанів.

## Морфологія
Кажан середнього розміру з довжиною передпліччя 57,7 мм, довжина хвоста 26,9 мм, довжина стопи 10 мм і довжина вух 30,1 мм.
Шерсть довга. Спинна частина коричнева, в той час як черевна частина світло-коричнева. Носовий лист світло-сірий. Вуха величезні й округлі. Крилові мембрани коричневі й находять на задні щиколотки. Пальці крил довгі й тонкі. Хвіст довгий; широка хвостова мембрана коричнева.

## Поширення
Цей вид відомий тільки з одного окремого дорослого самця захопленого в китайській провінції Юньнань близько 1550 метрів над рівнем моря.

## Звички
Харчується комахами. Ховається в печерах.